# Le città segrete
Le città segrete (Cities of the underworld) è un documentario statunitense.
Nel programma i viaggiatori Don Wildman ed Eric Geller, svelano antiche costruzioni sotterranee usate nel passato come mezzo difensivo, locali clandestini o prigioni in alcune fra le città più importanti del mondo.
Trasmesso in Italia su History e su Focus. Dal 1 ottobre 2017 anche sul nuovo canale Alpha.

## Episodi

### Stagione 1
14 Episodi
| Episodio                                         | Numero | Produzione | Presentatore | Anno |
| ------------------------------------------------ | ------ | ---------- | ------------ | ---- |
| Istanbul, la porta d'Oriente                     | 1      | 1          | Eric Geller  | 2007 |
| Edimburgo, la città del peccato                  | 2      | 2          | Eric Geller  | 2007 |
| Berlino, nella tana di Hitler                    | 3      | 3          | Eric Geller  | 2007 |
| Roma, l'impero nascosto                          | 4      | 4          | Eric Geller  | 2007 |
| Parigi, la città dei morti                       | 5      | 5          | Eric Geller  | 2007 |
| Budapest, la città delle grotte                  | 6      | 6          | Eric Geller  | 2007 |
| Le radici della Grande Mela                      | 7      | 7          | Eric Geller  | 2007 |
| Londra perduta                                   | 8      | 8          | Eric Geller  | 2007 |
| All'ombra del Vesuvio                            | 9      | 9          | Don Wildman  | 2007 |
| Le città della Massoneria, Boston e Philadelphia | 10     | 10         | Don Wildman  | 2007 |
| Bucarest, i sotterranei di Dracula               | 11     | 11         | Don Wildman  | 2007 |
| La vita segreta dei pagani                       | 12     | 12         | Don Wildman  | 2007 |
| Portland, la città illegale                      | 13     | 13         | Don Wildman  | 2007 |
| Roma, le fondamenta di un impero                 | 14     | 14         | Eric Geller  | 2007 |

### Stagione 2
12 Episodi (Alcuni titoli non sono disponibili in lingua italiana)
| Episodio                               | Numero | Produzione | Presentatore | Anno |
| -------------------------------------- | ------ | ---------- | ------------ | ---- |
| Il sangue di Gerusalemme               | 1      | 15         | Don Wildman  | 2008 |
| Vietnam (Titolo originale)             | 2      | 16         | Don Wildman  | 2008 |
| A prova di bomba atomica               | 3      | 17         | Don Wildman  | 2008 |
| Viking Underground (Titolo originale)  | 4      | 18         | Don Wildman  | 2008 |
| Praga, l'ultimo scrigno di Hitler      | 5      | 19         | Don Wildman  | 2008 |
| Maya Underground (Titolo originale)    | 6      | 20         | Don Wildman  | 2008 |
| Chicago, labirinto criminale           | 7      | 21         | Don Wildman  | 2008 |
| Le profezie nascoste di Gerusalemme    | 8      | 22         | Don Wildman  | 2008 |
| New York, labirinto sotterraneo        | 9      | 23         | Don Wildman  | 2008 |
| Washington, sotto il trono del mondo   | 10     | 24         | Don Wildman  | 2008 |
| Mosca, la tana di Stalin               | 11     | 25         | Don Wildman  | 2008 |
| New Orleans, l'ultima possibilità      | 12     | 26         | Don Wildman  | 2008 |
| Secret Soviet Bases (Titolo originale) | 13     | 27         | Don Wildman  | 2008 |

### Stagione 3
12 Episodi
| Episodio                          | Numero | Produzione | Presentatore | Anno |
| --------------------------------- | ------ | ---------- | ------------ | ---- |
| Il mondo di Jack lo Squartatore   | 1      | 28         | Don Wildman  | 2008 |
| Okinawa, I tunnel dell'Inferno    | 2      | 29         | Don Wildman  | 2008 |
| I passaggi segreti della Mafia    | 3      | 30         | Don Wildman  | 2008 |
| Le camere proibite di Las Vegas   | 4      | 31         | Don Wildman  | 2008 |
| Nelle trincee con Hitler          | 5      | 32         | Don Wildman  | 2008 |
| I sotterranei del Medioevo        | 6      | 33         | Don Wildman  | 2008 |
| Nella tana del Killer             | 7      | 34         | Don Wildman  | 2008 |
| I teatri dei gladiatori           | 8      | 35         | Don Wildman  | 2008 |
| I rifugi dei cristiani            | 9      | 36         | Don Wildman  | 2008 |
| Sotto le colline di San Francisco | 10     | 37         | Don Wildman  | 2009 |
| Il mondo sotterraneo dei faraoni  | 11     | 38         | Don Wildman  | 2009 |
| Gli dei della guerra              | 12     | 39         | Don Wildman  | 2009 |
| La terra dei Fuorilegge           | 13     | 40         | Don Wildman  | 2009 |

## Doppiatori Italiani
- Christian Iansante: Eric Geller
- Vittorio Guerrieri: Don Wildman